# Пермський планетарій
Пермський планетарій знаходиться в російському місті Пермі в Мотовіліхінському районі міста поряд із сквером «Парад планет» біля Північної греблі.

## Історія
Історія Пермського планетарію починається в 1960 році, коли з ініціативи краєзнавчого музею місто придбало апаратуру, що дозволили демонструвати зорі, Місяць та планети Сонячної системи. На початку своєї діяльності планетарій розташовувався у самому Пермському обласному краєзнавчому музеї у виставковому залі № 1 біля фігури мамонта. Там було встановлено дерев'яний стовп, на якому монтувався білий купол. Під куполом встановлювалися стільці для 50-60 осіб, і спеціальним апаратом проєктувалося зображення. До експонатів музею увійшов також великий макет земної кулі із супутником, що літав навколо неї, який виготовив перм'як Казимир Брадиковський.
У 1961 році музей придбав додатковий комплект апаратури, що дозволило створити пересувний планетарій. У планетарії читалися лекції, демонструвалися слайди та уривки кінофільмів, які доставлялися з Москви. Лектори музею самостійно складали тексти своїх лекцій. На день проводилося 2-3 сеанси. Першими лекторами стали працівники музею Л. Тіунова, С. Сєрова та Н. Кафтунова. Популярність планетарію була така, що за перші півроку його відвідувачами стали 50 тисяч людей.
Планетарій у краєзнавчому музеї був досить популярним, і постало питання про організацію стаціонарного планетарію. Цьому сприяло зокрема те, що 19 березня 1965 року в Пермському краї біля Березників здійснив посадку радянський космічний корабель «Восход-2», один із членів екіпажу якого — Олексій Леонов — уперше вийшов у відкритий космос. В результаті на Єгошихинській горі для планетарію було збудовано окрему будівлю. Саме тут у 1887 році у Пермі проводилося астрономічне спостереження сонячного затемнення.
Будинок пермського планетарію було здано в експлуатацію 7 грудня 1967 року, а днем його відкриття вважається 12 квітня 1968 року. Зал планетарію був розрахований на 140 глядачів, діаметр зали становив 12 м, висота купола — 10 м. У залі було встановлено новий проєктор ZKP -1. При планетарії діяли різні тематичні гуртки для дітей та старшокласників. Першим директором планетарію стала В. І. Фролова (1967—1973 рр.), після неї директорами працювали А. І. Болотова (1973—1980), Т. Л. Пучніна (1980—1983) та Т. Л. Балтіна (з 1983 року).

## Планетарій сьогодні
У 2008 році планетарій пройшов капітальний ремонт. Він отримав сучасну цифрову техніку та сонячний телескоп CORONADO, що дозволяє спостерігати процеси на поверхні Сонця. З весни 2012 року почав працювати мобільний планетарій. В планетарії також проводяться різноманітні виставки.
З осені 2013 року на оглядовому майданчику встановлено бінокулярний телескоп 25х102.